# Trion (Géorgie)
Pour les articles homonymes, voir Trion.
Trion est une ville américaine située dans le comté de Chattooga, en Géorgie. Selon le recensement de 2020, sa population est de 1 960 habitants.